# Sento Sé
Sento Sé é um município brasileiro do norte do estado da Bahia.

## História
O nome Sento Sé tem origem na antiga tribo indígena Centoce, que habitava a região antes da chegada dos colonizadores europeus. Os primeiros desbravadores foram portugueses provenientes do Piauí, que se estabeleceram na área, formando lavouras de cana-de-açúcar, instalando engenhos e fundando a feitoria Sento Sé.
Em 6 de julho de 1832, um decreto provincial criou oficialmente o município de Sento Sé. Sua emancipação política foi confirmada em 21 de novembro de 1883.
Na década de 1930, Sento Sé enfrentou períodos conturbados. Em meio às tensões políticas da Revolução de 1930, a população sofreu com abusos, prisões arbitrárias e episódios de violência. Em 1932, o cangaço também deixou sua marca no território: Lampião.

## Geografia

### Área
Sento Sé é o terceiro maior município em área territorial no estado da Bahia, com 11 980,172 km², ficando atrás apenas de Formosa do Rio Preto (1ª) e São Desidério (2ª). No Brasil, ocupa a posição 101ª.

## Demografia

### População
Segundo o Censo 2022 do Instituto Brasileiro de Geografia e Estatística (IBGE), a população do município de Sento Sé foi de 38 154 habitantes. Já de acordo com a estimativa de 2024, a população foi de 40 147 habitantes.

## Política e administração
O Município de Sento Sé, como qualquer outro no Brasil, conforme a Constituição, possui sua estrutura político-administrativa composta pelo Poder Executivo, chefiado por um Prefeito eleito por sufrágio universal, o qual é auxiliado diretamente por secretários municipais nomeados por ele, e pelo Poder Legislativo, institucionalizado pela Câmara Municipal de Sento Sé, órgão colegiado de representação dos munícipes que é composto por vereadores também eleitos por sufrágio universal.

### Atuais autoridades municipais de Sento Sé
- Prefeito: Giselda Carvalho Dos Santos Rodrigues - PT (2025/-)[13]
- Vice-prefeito: Doval Rodrigues Dos Reis - PSD (2025/-)
- Presidente da Câmara: Julliano Afonso Dos Santos Carvalho - PT (2025/-)[14]

## Parque Nacional Boqueirão da Onça
O Parque Nacional do Boqueirão da Onça, criado em 5 de abril de 2018 pelo Decreto nº 9.336, representa um marco significativo na conservação ambiental do semiárido brasileiro, especialmente para o município de Sento Sé, na Bahia. Com uma área de 347.557 hectares, o parque abrange os municípios de Sento Sé, Juazeiro, Sobradinho e Campo Formoso, sendo que aproximadamente 80% de sua extensão está situada em Sento Sé. 
A criação do parque teve como objetivos principais proteger a biodiversidade da Caatinga, preservar formações geológicas e sítios arqueológicos, e promover o desenvolvimento sustentável por meio do ecoturismo e da educação ambiental. A região abriga espécies ameaçadas de extinção, como a onça-pintada (Panthera onca), a arara-azul-de-lear (Anodorhynchus leari) e o tatu-bola (Tolypeutes tricinctus).